# Vestmannaeyjar
Vestmannaeyjar è un comune islandese della regione di Suðurland nelle isole Vestmann. L'abitato è situato nell'unica isola abitabile, Heimaey.
In questa località vi è una tra le più grandi colonie di Fratercula arctica (pulcinella di mare); la pesca è l'attività principale. Le isole sono note per un atto di pirateria avvenuto nel 1627 quando una piccola flotta ottomana razziò il villaggio deportando come schiavi i circa 230 abitanti ad Algeri. 
La città nel 1973 fu in parte sepolta dalla lava e dalle ceneri dell'eruzione del vulcano Eldfell, che solo grazie al tempestivo intervento umano non ostruì il bacino portuale.

## Sport
La cittadina è sede della società polisportiva Íþróttabandalag Vestmannaeyja (ÍBV) che tra le sue discipline sportive è maggiormente conosciuta per le sue squadre di calcio, maschile e femminile, entrambe tra le più titolate nei rispettivi campionati islandesi.